# Bozner Wassermauer
Die Bozner Wassermauer (auch Talfer-Promenade; italienisch Lungo Talvera) ist eine 1300 Meter lange und 10–20 Meter breite Promenade in Bozen (Südtirol), gelegen im Stadtviertel Zentrum-Bozner Boden-Rentsch. Die am 1. Oktober 1905 eröffnete Promenade wurde auf der zu diesem Anlass verstärkten Wassermauer angelegt, die seit dem Mittelalter das Stadtgebiet vor dem Hochwasser der Talfer linksseitig schützt.
Die Promenade beginnt an der Talferbrücke und zieht sich in nördlicher Richtung fast unmerklich ansteigend bis zur St.-Antons-Brücke bei Schloss Klebenstein hin. Die Promenade flankiert die linksufrigen Talferwiesen und ist mit Pflanzen und Bäumen bestanden. Seine Entstehung verdankt der breit angelegte Spazierweg den touristischen Erschließungsmaßnahmen, die in der Amtszeit von Bürgermeister Julius Perathoner vom Kurverein Bozen-Gries und aus Mitteln der Wassergenossenschaft „Talferleege“ erfolgten. Für das Projekt zeichneten die Ingenieure P. Tecini und Wilhelm Fähndrich sowie Architekt Wilhelm Kürschner verantwortlich. Die Gartenanlagen wurden vom Gartenbaurchitekten Molnar entworfen.
Mit dem Gelfhaus und der Villa Schönblick liegen entlang der Promenade zwei geschützte Baudenkmäler.

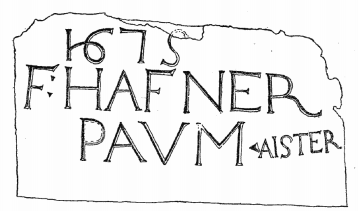
Umzeichnung der Inschrift von 1675 an der Bozner Wassermauer

Eine Wassermauer ist in Bozen seit dem Spätmittelalter bezeugt. Nach einer Bestimmung von Herzog Rudolf IV. von 1363 war die Instandhaltung der Bozner Wasserschutzbauten (ze Poczen fuer das wazzer gepowen) Aufgabe der kommunalen Baumeister. Stadtseitig, beim Abgang in die Maretschgasse bzw. zu Schloss Maretsch, ist eine Bauinschrift von 1675 eingelassen, die eine Gesamterhöhung der Mauerkrone in diesem Zeitabschnitt unter der Bauleitung von F. Hafner paumaister wahrscheinlich macht.
Am südlichen Ausgangspunkt der Promenade befindet sich ein bei der Eröffnung aufgestellter Brunnen; er wird überragt von einer von Bildhauer Ignaz Gabloner geschaffenen Figur des hl. Franz von Assisi, der in seiner Rechten eine Turteltaube hält. Etwa auf halbem Weg stand von 1907 bis 1933 (als er von faschistischen Squadristen demoliert wurde) der marmorne, 1903 von Andreas Kompatscher geschaffene Laurin-Brunnen, der sich heute, nach erfolgter Restaurierung, am Silvius-Magnago-Platz vor dem Palais Widmann und dem Landtagsgebäude befindet.
Im oberen Abschnitt der Wassermauer befinden sich das Spielfeld der Bozner Faustballer und eine Minigolfanlage.